# Scarborough Fair

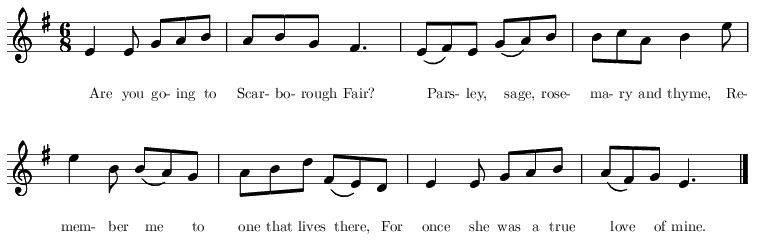
Melodia da primeira estrofe de Scarborough Fair

"Scarborough Fair" é uma canção tradicional inglesa de autoria desconhecida. A canção teve muitos intérpretes e versões, sendo as mais destacadas a gravação feita pela dupla Simon & Garfunkel e a versão do grupo irlandês Celtic Woman que contou com a participação da soprano Hayley Westenra. Há também versões da cantora norueguesa Aurora, da banda de Metal Progressivo Queensrÿche, da banda teuto-norueguesa Leaves' Eyes, da cantora inglesa Sarah Brightman, da banda brasileira Trio Amadeus, da dupla espanhola Sergio y Estíbaliz, do grupo de folk galego Luar na Lubre com o título Romeiro ao lonxe, do cantor português Roberto Leal com o título Olhos de Terra, Cabelos de Trigo e do grupo de folk-metal espanhol Mägo de Oz com o título Duerme... (canción de cuna). Geralmente a música é cantada na forma de um dueto de vozes masculina e feminina.
Existe uma variação da música do grupo OMNIA ( banda do gênero 'neoceltic pagan folk' dos Países Baixos), chamada de Elven Lover, a letra é próxima a original, deixando apenas o refrão e poucos versos iguais.

## Parsley, sage, rosemary and thyme
No segundo verso são repetidas as palavras: Salsa, sálvia, alecrim e tomilho. É possível que seja uma alusão ao compromisso do cantor com sua amada, tendo sido proposta a seguinte interpretação para elas:
- Parsley (Salsa): Eu quero que você seja a mãe dos meus filhos.
- Sage (Salvia): Sou fiel.
- Rosemary (Alecrim): Pense em mim.
- Thyme (Tomilho): Eu sou seu.

Uma outra suposição é de que, em uma crença pagã, era dito que esses eram os ingredientes para se fazer uma poção do amor, capaz de induzir a pessoa que a tomasse a apaixonar-se pela outra. 

## Feira de Scarborough
O nome Scarborough Fair é uma referência à feira de Scarborough, que na idade média, era um dos maiores pontos de referência comercial de toda Inglaterra, com um enorme mercado que se prolongava durante 45 dias a partir de 15 de agosto.

## Letra
|         | Inglês                                         | Português                                                |  |  |  |
| Ambos:  | Are you going to Scarborough Fair?             | Você está indo à feira de Scarborough?                   |  |  |  |
| Ambos:  | Parsley, sage, rosemary and thyme.             | Salsa, sálvia, alecrim e tomilho                         |  |  |  |
| Ambos:  | Remember me to one who lives there             | Lembra-me a alguém que vive lá,                          |  |  |  |
| Ambos:  | She once was a true love of mine.              | Pois, ela outrora foi o meu verdadeiro amor.             |  |  |  |
|         |                                                |                                                          |  |  |  |
| Homem:  | Tell her to make me a cambric shirt.           | Diga a ela para fazer-me uma camisa de cambraia.         |  |  |  |
| Homem:  | Parsley, sage, rosemary and thyme.             | Salsa, sálvia, alecrim e tomilho.                        |  |  |  |
| Homem:  | Without no seam nor fine needlework            | Sem nenhuma costura ou fino trabalho de agulha,          |  |  |  |
| Homem:  | And then she'll be a true love of mine.        | e então ela será o meu verdadeiro amor.                  |  |  |  |
| Homem:  |                                                |                                                          |  |  |  |
| Homem:  | Tell her to wash it in yonder dry well.        | Diga a ela para lavá-lo lá no poço seco.                 |  |  |  |
| Homem:  | Parsley, sage, rosemary and thyme.             | Salsa, sálvia, alecrim e tomilho.                        |  |  |  |
| Homem:  | Which never sprung water nor rain ever fell    | de onde nunca brotou água e onde chuva nunca caiu,       |  |  |  |
| Homem:  | And then she'll be a true love of mine.        | e então ela será o meu verdadeiro amor.                  |  |  |  |
| Homem:  |                                                |                                                          |  |  |  |
| Homem:  | Tell her to dry it on yonder thorn.            | Diga a ela para secá-la sobre aquele espinho             |  |  |  |
| Homem:  | Parsley, sage, rosemary and thyme.             | Salsa, sálvia, alecrim e tomilho.                        |  |  |  |
| Homem:  | Which never bore blossom since Adam was born   | Que nunca floresceu desde que Adão nasceu,               |  |  |  |
| Homem:  | And then she'll be a true love of mine.        | e então ela será o meu verdadeiro amor.                  |  |  |  |
| Homem:  |                                                |                                                          |  |  |  |
| Homem:  | Ask her to do me this courtesy.                | Peça-lhe que me faça esta cortesia..                     |  |  |  |
| Homem:  | Parsley, sage, rosemary and thyme.             | Salsa, sálvia, alecrim e tomilho.                        |  |  |  |
| Homem:  | And ask for a like favour from me              | e que peça de mim um favor igual,                        |  |  |  |
| Homem:  | And then she'll be a true love of mine.        | e então ela será o meu verdadeiro amor.                  |  |  |  |
|         |                                                |                                                          |  |  |  |
| Ambos:  | Have you been to Scarborough Fair?             | Você já esteve na feira de Scarborough?                  |  |  |  |
| Ambos:  | Parsley, sage, rosemary and thyme.             | Salsa, sálvia, alecrim e tomilho.                        |  |  |  |
| Ambos:  | Remember me from one who lives there           | Lembra-me de alguém que vive lá,                         |  |  |  |
| Ambos:  | For he once was a true love of mine.           | Pois ele outrora foi o meu verdadeiro amor.              |  |  |  |
|         |                                                |                                                          |  |  |  |
| Mulher: | Ask him to find me an acre of land.            | Pede-lhe para me arranjar um acre de terra.              |  |  |  |
| Mulher: | Parsley, sage, rosemary and thyme.             | Salsa, sálvia, alecrim e tomilho.                        |  |  |  |
| Mulher: | Between the salt water and the sea-sand,       | Entre a água salgada e a areia,                          |  |  |  |
| Mulher: | For then he'll be a true love of mine.         | Então, ele será o meu verdadeiro amor.                   |  |  |  |
| Mulher: |                                                |                                                          |  |  |  |
| Mulher: | Ask him to plough it with a sheep's horn.      | Peça a ele para ará-lo com um chifre de cordeiro.        |  |  |  |
| Mulher: | Parsley, sage, rosemary and thyme.             | Salsa, sálvia, alecrim e tomilho.                        |  |  |  |
| Mulher: | And sow it all over with one peppercorn,       | e que o semeie com apenas um grão de pimenta,            |  |  |  |
| Mulher: | For then he'll be a true love of mine.         | Então, ele será o meu verdadeiro amor.                   |  |  |  |
| Mulher: |                                                |                                                          |  |  |  |
| Mulher: | Ask him to reap it with a sickle of leather.   | Peça a ele para fazer a colheita com uma foice de couro. |  |  |  |
| Mulher: | Parsley, sage, rosemary and thyme.             | Salsa, sálvia, alecrim e tomilho.                        |  |  |  |
| Mulher: | And gather it up with a rope made of heather,  | E juntar tudo com uma corda feita de urze.               |  |  |  |
| Mulher: | For then he'll be a true love of mine.         | Para então, ele ser meu verdadeiro amor.                 |  |  |  |
| Mulher: |                                                |                                                          |  |  |  |
| Mulher: | When he has done and finished his work.        | Quando ele tiver terminado o seu trabalho.               |  |  |  |
| Mulher: | Parsley, sage, rosemary and thyme.             | Salsa, sálvia, alecrim e tomilho.                        |  |  |  |
| Mulher: | Ask him to come for his cambric shirt,         | Peça a ele para vir buscar a sua camisa de cambraia,     |  |  |  |
| Mulher: | For then he'll be a true love of mine.         | Então, ele será o meu verdadeiro amor.                   |  |  |  |
|         |                                                |                                                          |  |  |  |
| Ambos:  | If you say that you can't, then I shall reply. | Se você disser que você não pode, então vou responder.   |  |  |  |
| Ambos:  | Parsley, sage, rosemary and thyme.             | Salsa, sálvia, alecrim e tomilho.                        |  |  |  |
| Ambos:  | Oh, Let me know that at least you will try,    | Oh, deixe-me saber que, pelo menos, você vai tentar,     |  |  |  |
| Ambos:  | Or you'll never be a true love of mine.        | Ou você nunca será meu verdadeiro amor.                  |  |  |  |